# Henry Halfdan Valen
Henry Halfdan Valen (* 20. Mai 1924 in Hadsel; † 27. Januar 2007 in Oslo) war ein norwegischer Politikwissenschafter und Hochschullehrer.

## Leben und Wirken
Nach seiner Reifeprüfung 1947 am Gymnasium in Sortland in Nord-Norwegen studierte Henry Valen Politikwissenschaft bzw. Staatswissenschaft an der Universität Oslo, 1954 erwarb er dort den Magistergrad. Anschließend war er als wissenschaftlicher Mitarbeiter am dortigen Institut für Gesellschaftswissenschaft tätig, unterbrochen von Studienaufenthalten an der University of Michigan 1956/57 und 1962/63. Seine Promotion erfolgte 1966 an der Universität Oslo, wo er anschließend als Dozent, seit 1970 als Professor für Politikwissenschaft lehrte. 1991 ging er in den Ruhestand, blieb seinem Institut jedoch weiterhin als Seniorstipendiat verbunden.
In seinem langen Forschungsleben widmete sich Valen vor allem der Wahl- und Parteienforschung und legte hierzu eine große Zahl von Veröffentlichungen vor. Für Norwegen galt er als Pionier auf diesen Gebieten.
Valen gehörte zahlreichen wissenschaftlichen Gremien an, so war er u. a. Mitglied der Norwegischen Akademie der Wissenschaften. Vorträge und Gastdozenturen führten in an mehrere ausländische Universitäten. Als Wahlforscher war er über die Massenmedien in seinem Land weithin bekannt.
Im Jahre 1998 wurde er mit dem Sankt-Olav-Orden (Ritter 1. Klasse) ausgezeichnet, 2004 erhielt er die Ehrendoktorwürde der Universität Bergen.

## Veröffentlichungen (Auswahl)
Monographien
- (mit Daniel Katz): Political parties in Norway. A community study. Universitetsforl., Oslo 1964 (= Dissertation Universität Oslo).
- (mit Donald R. Matthews): Parliamentary representation. The Case of the Norwegian Storting. Ohio State University Press, Columbus/Ohio 1999, ISBN 0-8142-0798-7.

Aufsätze
- (mit Stein Rokkan): Parties, elections and political behaviour in the Northern countries. In: Otto Stammer (Hrsg.): Politische Forschung. Beiträge zum zehnjährigen Bestehen des Instituts für Politische Wissenschaft (= Schriften des Instituts für Politische Wissenschaft, Bd. 17). Westdeutscher Verlag, Köln 1960, S. 103–136.
- (mit Angus Campbell): Party identification in Norway and the United States. In: Public opinion quarterly, Bd. 25 (1961), S. 505–525.
- (mit Stein Rokkan): The mobilization of the periphery. Data on turnout, party membership and candidate recruitment in Norway. In: Acta sociologica, Bd. 6 (1962), S. 111–158.
- (mit Stein Rokkan): Regional contrasts in Norwegian politics. A review of data from official statistics and from sample surveys. In: Erik Allardt (Hrsg.): Mass politics. Studies in political sociology. Collier-Macmillan, New York 1970, S. 190–247.
- National conflict structure and foreign politics. The impact of the EEC issues on perceived cleavages in Norwegian politics. In: European journal of political research, Bd. 4 (1976), S. 47–82.
- (mit Willy Martinussen): Electoral trends and foreign politics in Norway. The 1973 ʺStortingʺ election and the EEC issue. In: Karl H. Cerny (Hrsg.): Scandinavia at the polls. Recent political trends in Denmark, Norway, and Sweden (= AEI studies, Bd. 143). American Enterprise Inst. for Public Policy Research, Washington, D.C. 1977, S. 39–71, ISBN 0-8447-3240-0.
- The Storting election of 1977. Realignment or return to normalcy? In: Scandinavian Political Studies, Bd. 1 (1978), S. 83–107.
- (mit Stein Rokkan): Parteien, Wahlen und politisches Verhalten in den nordischen Ländern. Ein Forschungsüberblick. In: Otto Büsch (Hrsg.): Vergleichende europäische Wahlgeschichte. Colloquium-Verlag, Berlin 1983, S. 249–300, ISBN 3-7678-0594-4.
- (mit Bernt Aardal): The Norwegian programme of electoral research. In: European journal of political research, Bd. 25 (1994), S. 287–308.
- (mit Hanne Marthe Narud): Decline of electoral turnout. The Case of Norway. In: European journal of political research, Bd. 29 (1996), S. 235–256.
- (mit Kaare Strøm u. Hanne Marthe Narud): A more fragile chain of governance in Norway. In: West European Politics, Bd. 28 (2005), H. 4, S. 781–806.
- (mit Hanne Marthe Narud): Coalition membership and electoral performance. In: Kaare Strøm u. a. (Hrsg.): Cabinets and coalition bargaining. The democratic life cycle in Western Europe. Oxford University Press, Oxford 2008, S. 369–402, ISBN 978-0-19-829786-4.

Außerdem zahlreiche Veröffentlichungen in norwegischer Sprache.
Festschrift
- Hanne Marthe Narud (Hrsg.): Elections, parties and political representation. Festschrift for professor Henry Valen's 80th anniversary (= Tidsskrift for samfunnsforskning), Bd. 45, No. 2. Universitetsforlaget, Oslo 2004, S. 143–482 (Bibliographie Henry Valen S. 459–480).